# Maires et Indépendants
 (août 2018).
Si vous disposez d'ouvrages ou d'articles de référence ou si vous connaissez des sites web de qualité traitant du thème abordé ici, merci de compléter l'article en donnant les références utiles à sa vérifiabilité et en les liant à la section « Notes et références ».

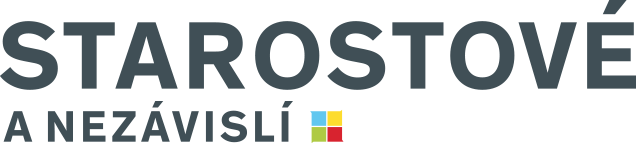
Logo jusqu'en 2024

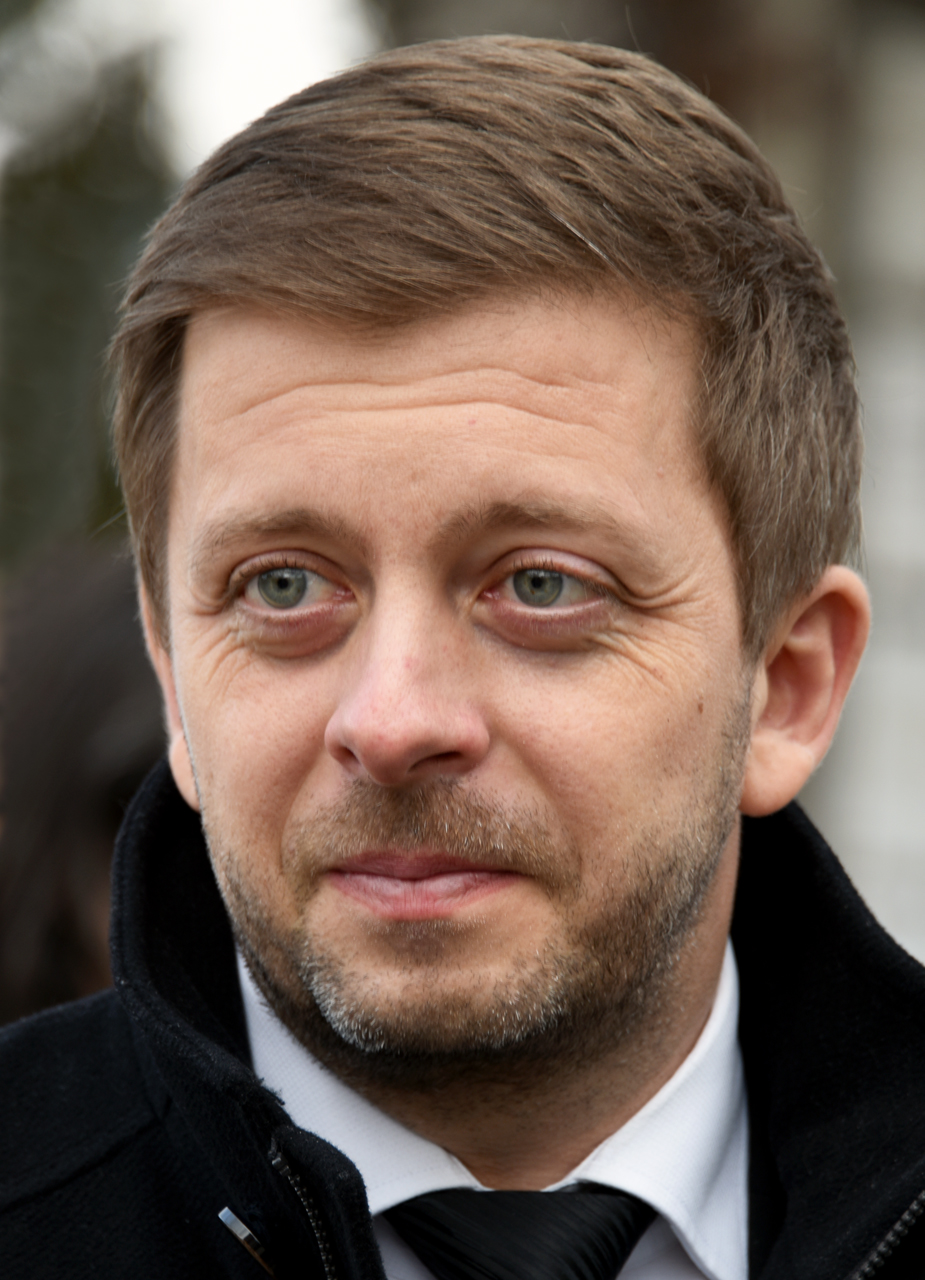
Vít Rakušan

Maires et Indépendants (en tchèque : Starostové a nezávislí, abrégé en STAN) est un parti politique tchèque défendant les intérêts locaux et prônant la décentralisation, fondé en 2004, dirigé par Vít Rakušan.

## Résultats électoraux

### Élections parlementaires
| Année | Voix                         | %                            | Rang                         | Sièges   | Gouvernement |
| ----- | ---------------------------- | ---------------------------- | ---------------------------- | -------- | ------------ |
| 2010  | avec TOP 09                  | avec TOP 09                  | avec TOP 09                  | 3 / 200  | Nečas        |
| 2013  | avec TOP 09                  | avec TOP 09                  | avec TOP 09                  | 3 / 200  | Opposition   |
| 2017  | 262 157                      | 5,2                          | 8e                           | 6 / 200  | Opposition   |
| 2021  | Au sein de Pirates et maires | Au sein de Pirates et maires | Au sein de Pirates et maires | 33 / 200 | Fiala        |

### Élections présidentielles
| Année | Candidat                      | 1er tour                      | 1er tour                      | 2e tour                       | 2e tour                       |
| Année | Candidat                      | %                             | Rang                          | %                             | Rang                          |
| ----- | ----------------------------- | ----------------------------- | ----------------------------- | ----------------------------- | ----------------------------- |
| 2013  | soutien à Karel Schwarzenberg | soutien à Karel Schwarzenberg | soutien à Karel Schwarzenberg | soutien à Karel Schwarzenberg | soutien à Karel Schwarzenberg |
| 2018  | soutien à Jiří Drahoš         | soutien à Jiří Drahoš         | soutien à Jiří Drahoš         | soutien à Jiří Drahoš         | soutien à Jiří Drahoš         |

### Élections européennes
| Année | Voix        | %           | Rang        | Mandats | Tête de liste     |
| ----- | ----------- | ----------- | ----------- | ------- | ----------------- |
| 2009  | 53 984      | 2,3         | 8e          | 0 / 22  | Jaromír Štětina   |
| 2014  | avec TOP 09 | avec TOP 09 | avec TOP 09 | 1 / 21  | Luděk Niedermayer |
| 2019  | avec TOP 09 | avec TOP 09 | avec TOP 09 | 1 / 21  | Jiří Pospíšil     |